# Atimia gannoni
Atimia gannoni är en skalbaggsart som beskrevs av Hovore och Giesbert 1974. Atimia gannoni ingår i släktet Atimia och familjen långhorningar. Inga underarter finns listade.